# Bielska Droga pod Reglami

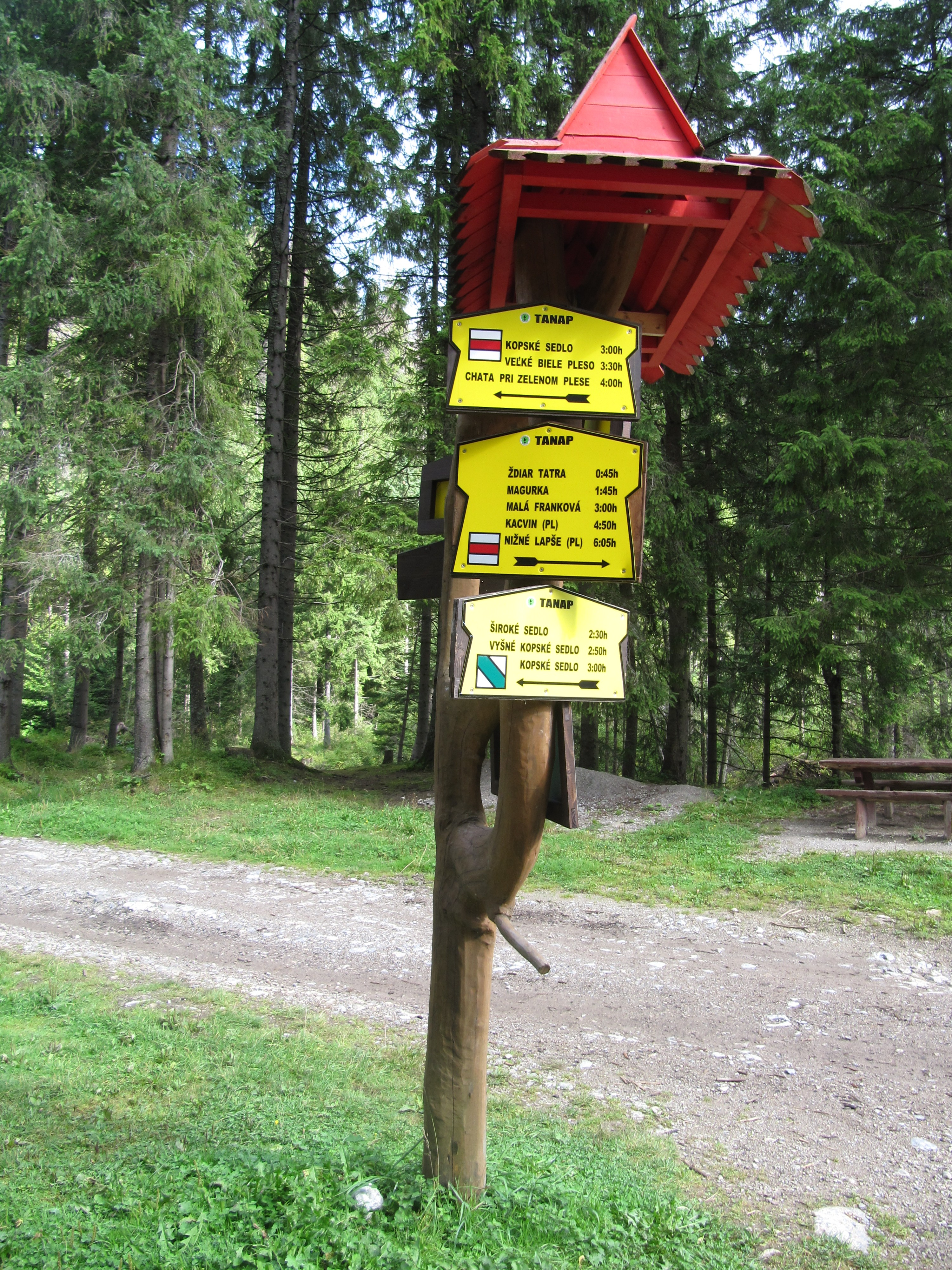
Fragment drogi

Bielska Droga pod Reglami (niem. Beler Unterer Waldweg, słow. Belianska cesta pod lesom, węg. Bélai alsó erdei út) – droga w słowackich Tatrach Bielskich pomiędzy Doliną do Regli a wylotem Doliny za Tokarnią. Jest odpowiednikiem polskiej Drogi pod Reglami. Polska Droga pod Reglami wykorzystywana jest głównie przez turystów, słowacka zaś głównie przez drwali, co skutkuje tym, że na znacznych odcinkach jest błotnista, rozjeżdżona przez ciężarówki, traktory i ciężkie maszyny do prac leśnych. Jej nawierzchnia jest różna na różnych odcinkach; asfaltowa, utwardzona lub naturalna (czyli błotnista).
Bielska Droga pod Reglami ma długość 6 km. W całości znajduje się w obrębie TANAP-U, a jej najbardziej wschodnia część w Kotlinach w obrębie obszaru ochrony ścisłej. Jest zamknięta dla ruchu samochodowego, mogą na niej poruszać się tylko pojazdy uprawnione. 
Droga zaczyna się przy Ptasiowskiej Rówience. Prowadzi przez Mąkową Polanę i  Dolinę Mąkową do rozdroża w Zdziarze przed Bielskim Potokiem. Stąd leśną drogą po prawej stronie biegu Bielskiego Potoku. Około 300 m na północ od leśniczówki Kardolina w Kotlinach Bielska Droga pod Reglami łączy się z Drogą Wolności u podnóży Czarnego Wierchu.
Nazwę drogi wprowadził Władysław Cywiński w 5 tomie przewodnika „Tatry”.

## Turystyka
Dla turystów dostępny jest tylko odcinek od Zdziaru  do Ptasiowskiej Rówienki.
  Zdziar – Dolina Mąkowa – Ptasiowska Rówienka. Odległość 3 km, suma podejść 100 m, czas przejścia: 50 min, z powrotem 40 min.